# آریستید مایول
آریستید مایول (فرانسوی: Aristide Maillol‎; ۸ دسامبر ۱۸۶۱ – ۲۷ سپتامبر ۱۹۴۴) مجسمه‌ساز، نقاش و چاپگر اهل فرانسه بود. از مجسمه‌هایش «شب» (۱۹۲۰)، «رود» (۱۹۳۸–۱۹۴۸) و «هوا» (۱۹۳۸) را می‌توان نام برد.

## نگارخانه

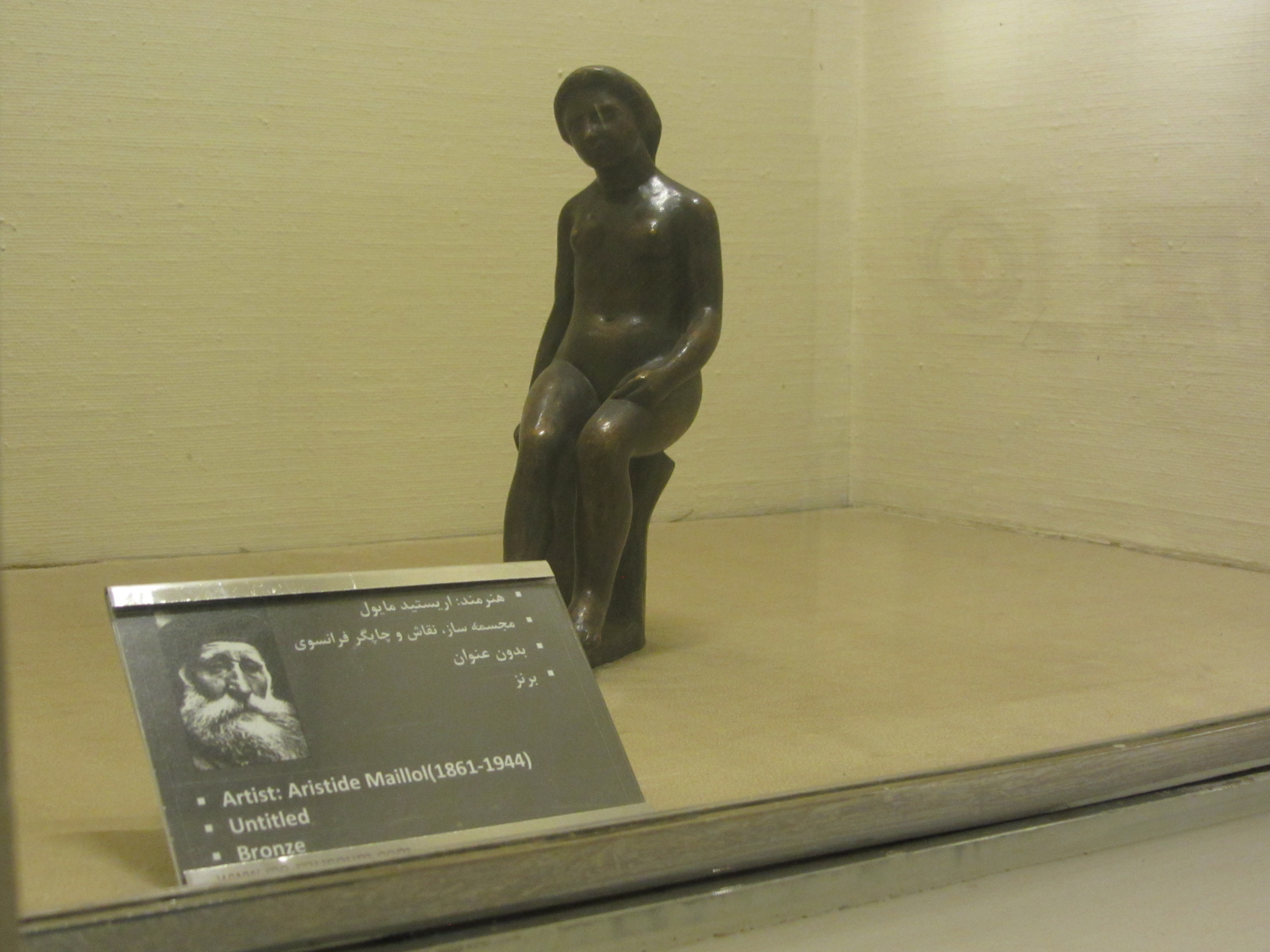
اثر آریستید مایول در موزه جهان نما
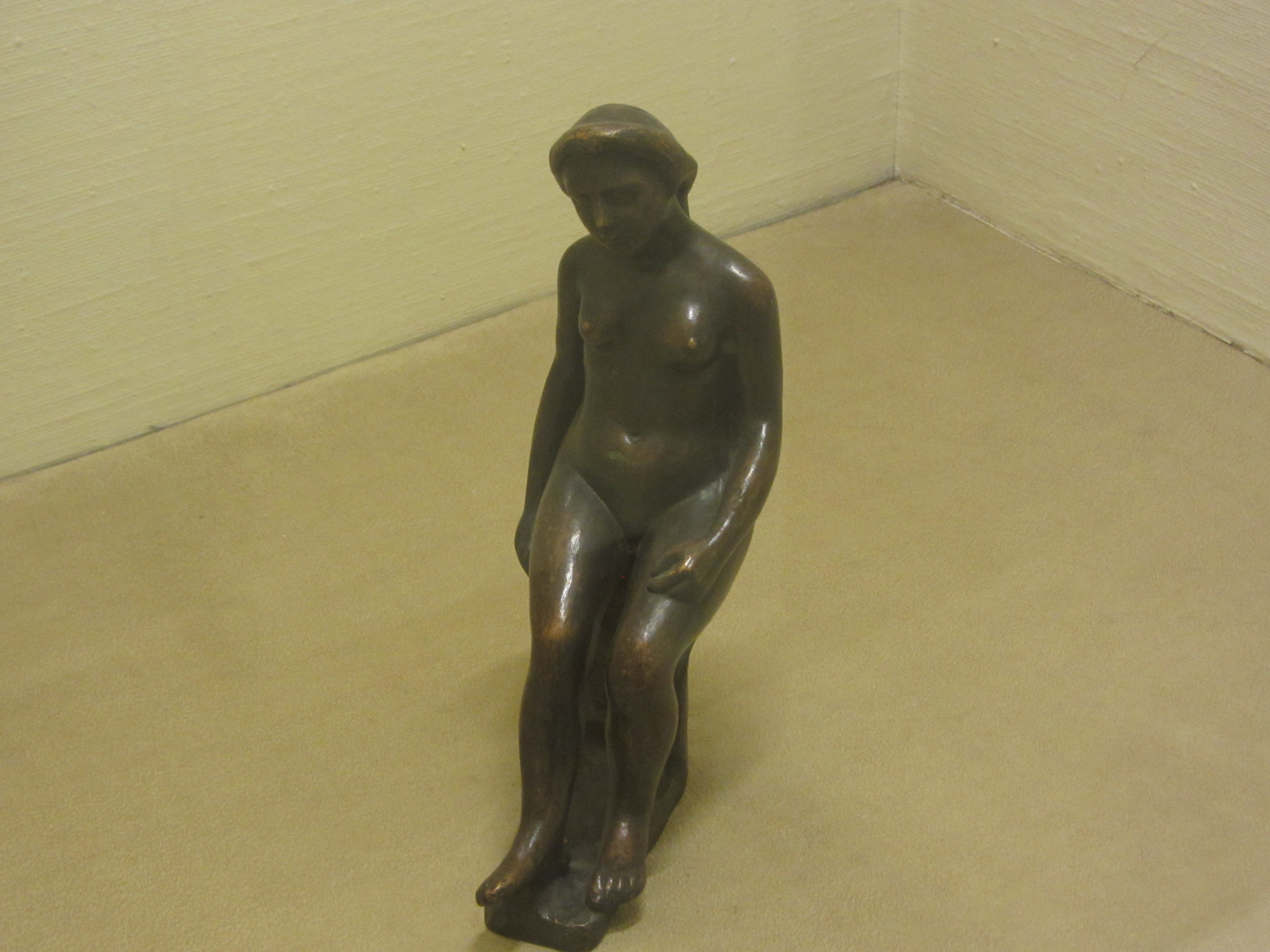
اثر آریستید مایول در موزه جهان نما
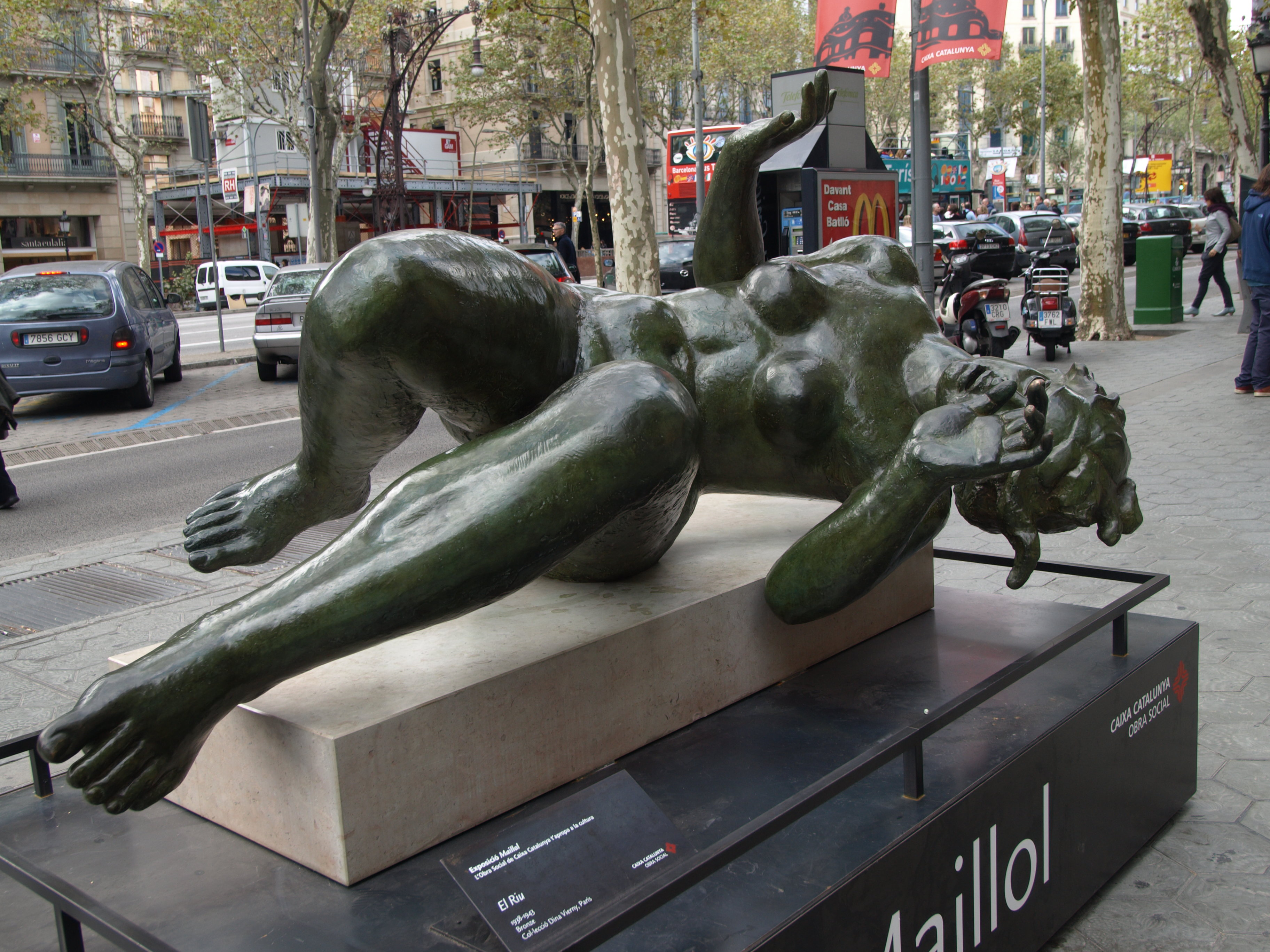
اثر برنزی رودخانه
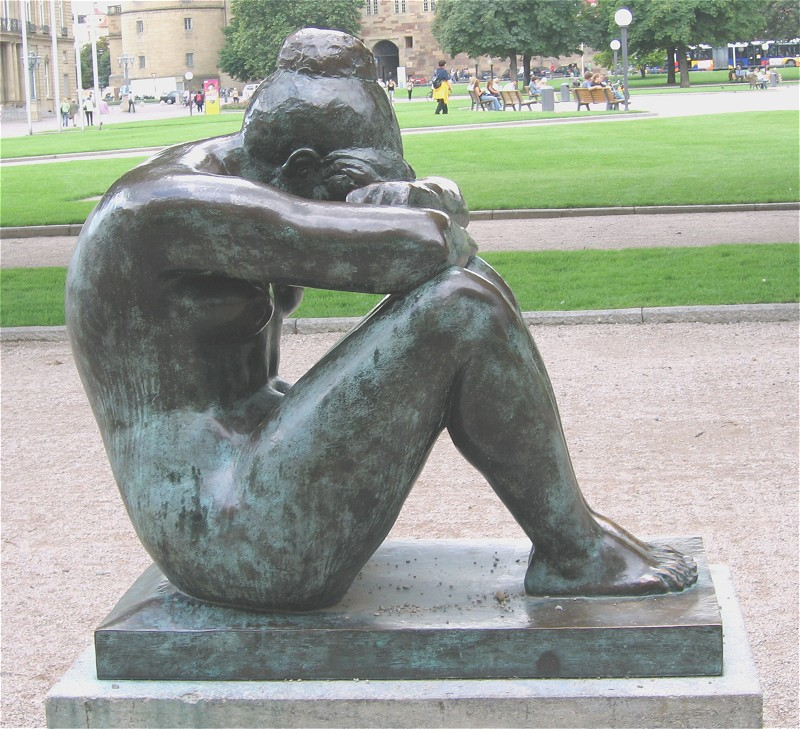
شب اثری از آریستید مایول
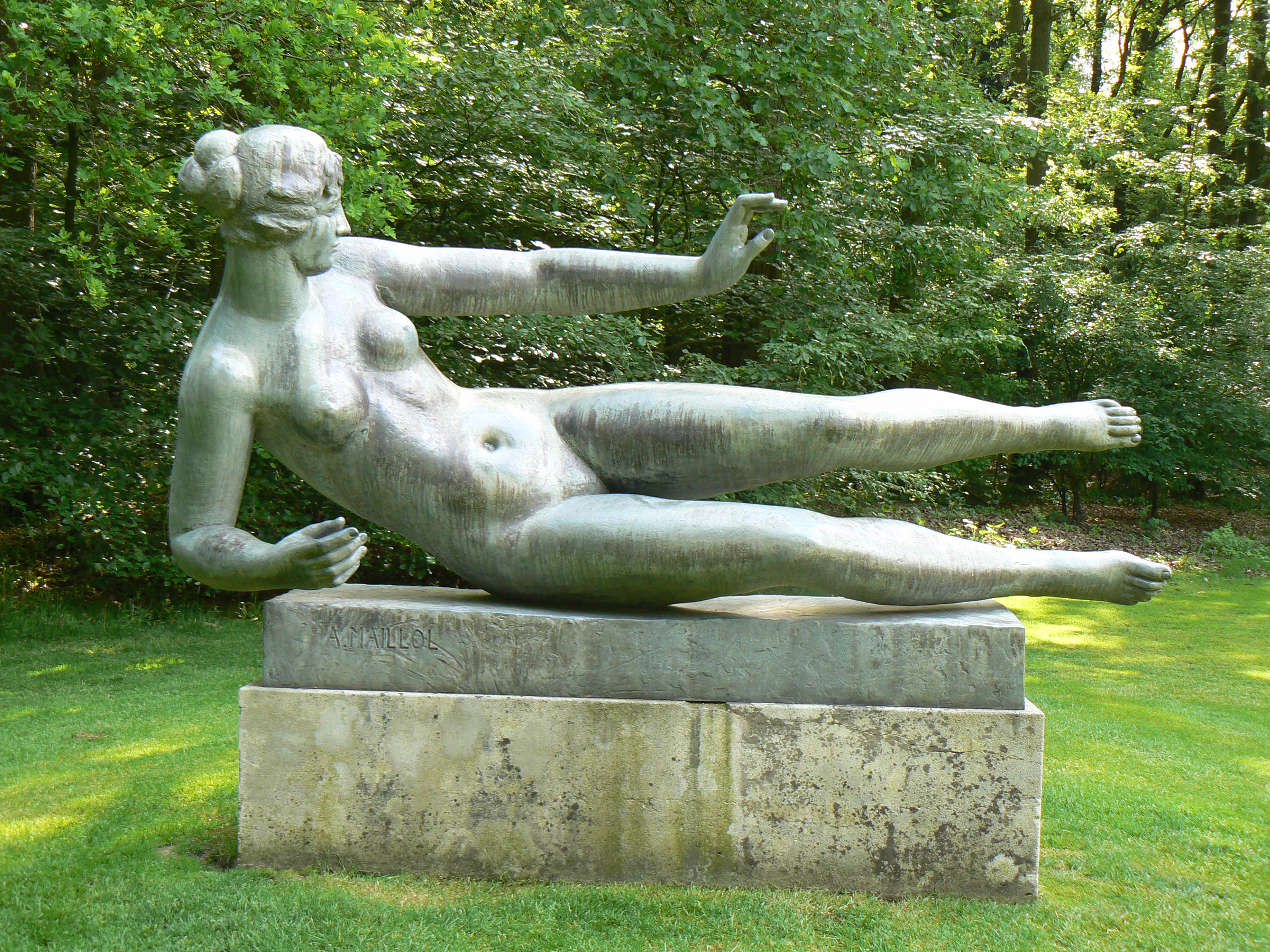
بازیگران هوا اثری از آریستید مایول